# Liste der denkmalgeschützten Objekte in Bergland (Niederösterreich)
Die Liste der denkmalgeschützten Objekte in Bergland enthält die denkmalgeschützten, unbeweglichen Objekte der Gemeinde Bergland.

## Denkmäler
| Foto |                 | Denkmal                                                                                             | Standort                                   | Beschreibung | Metadaten |
| ---- | --------------- | --------------------------------------------------------------------------------------------------- | ------------------------------------------ | --- | --- |
| ja   | Datei hochladen | Spätbronzezeitliches Gräberfeld in der Flur Edichenthal HERIS-ID: 112109 Objekt-ID: 130161seit 2016 | Standort KG: Plaika                        | Neben einer befestigten Siedlung der späten Jungsteinzeit wurde in der Katastralgemeinde Plaika auch ein Brandgräberfeld mit Beigaben aus der spätbronzezeitlichen Urnenfelderkultur gefunden.                                                                                             | BDA-Hist.: Q37828602 Status: § 9-Feststellung Bodendenkmal Stand der BDA-Liste: 2025-06-30 Name: Spätbronzezeitliches Gräberfeld in der Flur Edichenthal GstNr.: 276/1, 279, 289, 290, 291, 283, 288, 296 |
| ja   | Datei hochladen | Wasserburg Wocking HERIS-ID: 112257 Objekt-ID: 130331seit 2014                                      | bei Wocking 9 Standort KG: Wohlfahrtsbrunn | Die polygonale Insel mit etwa 36 bis 40 m Durchmesser, auf der sich einst eine Burg befand, ist von einem wasserführenden Graben umgeben, der von einem Bach gespeist wird und im Nordosten teilweise verlandet ist. Der Sitz Wocking ist 1165 urkundlich belegt und war bis 1838 bewohnt. | BDA-Hist.: Q37830072 Status: Bescheid Stand der BDA-Liste: 2025-06-30 Name: Wasserburg Wocking GstNr.: 857 Wasserburg Wocking                                                                             |